# James Randi Educational Foundation
James Randi Educational Foundation (JREF) (Vzdělávací nadace Jamese Randiho) je americká nadace poskytující granty. Vznikla jako americká nezisková organizace, kterou v roce 1996 založil kouzelník a skeptik James Randi. Posláním JREF je mimo jiné vzdělávat veřejnost a média o nebezpečí přijímání neprokázaných tvrzení a podporovat výzkum paranormálních tvrzení v kontrolovaných vědeckých experimentálních podmínkách. V září 2015 organizace oznámila, že se změní na nadaci poskytující granty.[6] Organizace byla financována z členských příspěvků, grantů a konferencí. Po roce 2015 již nepřijímá dary ani členství.
Organizace spravovala soutěž „One Million Dollar Paranormal Challenge“, která nabízela odměnu ve výši jednoho milionu amerických dolarů každému, kdo prokáže nadpřirozené nebo paranormální schopnosti podle dohodnutých vědeckých testovacích kritérií. JREF také spravuje fond právní obrany na pomoc osobám, které byly napadeny v důsledku svého vyšetřování a kritiky lidí, kteří tvrdí něco o paranormálních jevech.
Webové stránky JREF zveřejňují blog Swift, který obsahuje nejnovější zprávy a informace JREF, stejně jako odhalení tvrzení o paranormálních jevech.

## Historie
JREF oficiálně vznikla 29. února 1996, kdy byla zaregistrována jako nezisková společnost ve státě Delaware ve Spojených státech amerických. Dne 3. dubna 1996 Randi oficiálně oznámil vznik JREF prostřednictvím své e-mailové horké linky a nyní sídlí ve Falls Church ve Virginii.
| „                                          | NADACE JE V PROVOZU! Je mi velkým potěšením oznámit založení James Randi Educational Foundation. Jedná se o neziskovou, od daní osvobozenou vzdělávací nadaci podle §501(c)3 daňového zákoníku, která byla založena ve státě Delaware. Nadace je štědře financována sponzorem z Washingtonu, D.C., který si v tuto chvíli přeje zůstat v anonymitě. | “ |
| — Nadace, Randi Hotline, st, 3. dubna 1996 | |   |

Podle Randiho byl hlavním sponzorem Johnny Carson, který poskytl několik šestimístných darů.
V roce 2007 JREF oznámila, že po krátké přestávce způsobené nedostatkem finančních prostředků obnoví udělování stipendií na podporu kritického myšlení vysokoškolským studentům.
V roce 2008 se novým prezidentem JREF stal astronom Philip Plait a Randi předsedou jeho správní rady. V prosinci 2009 Plait JREF opustil kvůli angažmá v televizním projektu a 1. ledna 2010 se funkce prezidenta ujal D. J. Grothe, který ji zastával až do svého odchodu z JREF, který byl oznámen 1. září 2014.
Sanfranciské noviny SF Weekly 24. srpna 2009 uvedly, že Randiho roční plat činil přibližně 200 000 dolarů, Randi z JREF odstoupil v roce 2015.

## The One Million Dollar Paranormal Challenge
V roce 1964 začal Randi nabízet odměnu 1000 USD každému, kdo by dokázal prokázat paranormální schopnost za dohodnutých testovacích podmínek. Od té doby byla tato cena zvýšena na 1 milion USD v dluhopisech a nyní ji spravuje JREF.

Od vzniku výzvy se o testování přihlásilo více než 1000 lidí. Do dnešního dne nikdo nebyl schopen prokázat své deklarované schopnosti za určených podmínek, všichni žadatelé buď neprokázali deklarovanou schopnost během testu, nebo se odchýlili od podmínek nadace pro provedení testu tak, že jakýkoli zjevný úspěch byl shledán neplatným. Peněžní cena zůstává nevyzvednuta. V roce 2015 však James Randi Educational Foundation uvedla, že již nebude přijímat přihlášky přímo od lidí, kteří tvrdí, že mají paranormální schopnosti, ale nabídne výzvu každému, kdo projde předběžným testem, který obě strany odsouhlasí.

## The Amaz!ng Meeting
V letech 2003-2015 JREF každoročně pořádal The Amaz!ng Meeting, setkání vědců, skeptiků a ateistů. Mezi stálé řečníky patřil Richard Dawkins, Penn & Teller, Phil Plait, Michael Shermer a Adam Savage.

## Podcasty a videa
Nadace vydala dva audio podcasty: For Good Reason, což byl pořad s rozhovory, který vedl D. J. Grothe a který propagoval kritické myšlení a skepsi vůči ústředním přesvědčením společnosti. Od prosince 2011 není aktivní. Consequence byl dvoutýdenní podcast, který moderoval bývalý koordinátor práce s veřejností Brian Thompson a v němž se obyčejní lidé dělili o svá osobní vyprávění o negativním dopadu víry v pseudovědu, pověry a paranormální jevy na jejich životy. Od května 2013 není aktivní.
JREF také připravoval pravidelný videocast a pořad na YouTube s názvem The Randi Show, v němž bývalý koordinátor práce JREF Brian Thompson vedl s Randim rozhovory na různá skeptická témata, často s odlehčeným nebo komickým komentářem. Od srpna 2012 není aktivní. V listopadu 2015 připravila Harriet Hallová pro JREF sérii deseti přednášek s názvem „Science Based Medicine“. Videa se zabývají různými tématy doplňkové alternativní medicíny včetně homeopatie, chiropraxe, akupunktury a dalších.
JREF zveřejnil mnoho svých vzdělávacích videí z The Amaz!ng Meeting a dalších akcí na internetu. Na kanálu JREF na YouTube jsou k dispozici přednášky Neila DeGrasse Tysona, Carol Tavrisové, Lawrence Krausse, záznamy testů paranormální výzvy One Million Dollar Challenge, workshopy o chladném čtení od Raye Hymana a panely s předními mysliteli na různá témata související se vzdělávací misí JREF. Bývalý prezident JREF D. J. Grothe prohlásil, že kanál JREF na YouTube byl kdysi „desátým nejodebíranějším neziskovým kanálem všech dob“, ačkoli v roce 2013 byl na 39. místě a většina neziskových organizací se k tomuto statusu nehlásí.
Nadace od ledna do prosince 2002 produkovala vlastní „Internet Audio Show“, která byla vysílána prostřednictvím živého vysílání. Archiv lze nalézt ve formátu mp3 na webových stránkách JREF a jako podcast na iTunes.

## Fórum a online komunita
V rámci cíle JREF vzdělávat širokou veřejnost v oblasti vědy a rozumu vedli lidé zapojení do jejich komunity populární skeptické online fórum, jehož hlavním cílem bylo podporovat „kritické myšlení a poskytovat veřejnosti nástroje potřebné ke spolehlivému zkoumání paranormálních, nadpřirozených a pseudovědeckých tvrzení.“

Dne 5. října 2014 bylo toto online fórum odděleno od JREF a přesunuto jako samostatný subjekt na International Skeptics Forum.
JREF také pomáhá podporovat místní snahy a osvětové akce, jako je SkeptiCamp, Camp Inquiry a různé konference pořádané komunitou, nicméně podle svých daňových přiznání vydává na jiné organizace nebo jednotlivce méně než 2 000 dolarů ročně.

## JREF Award

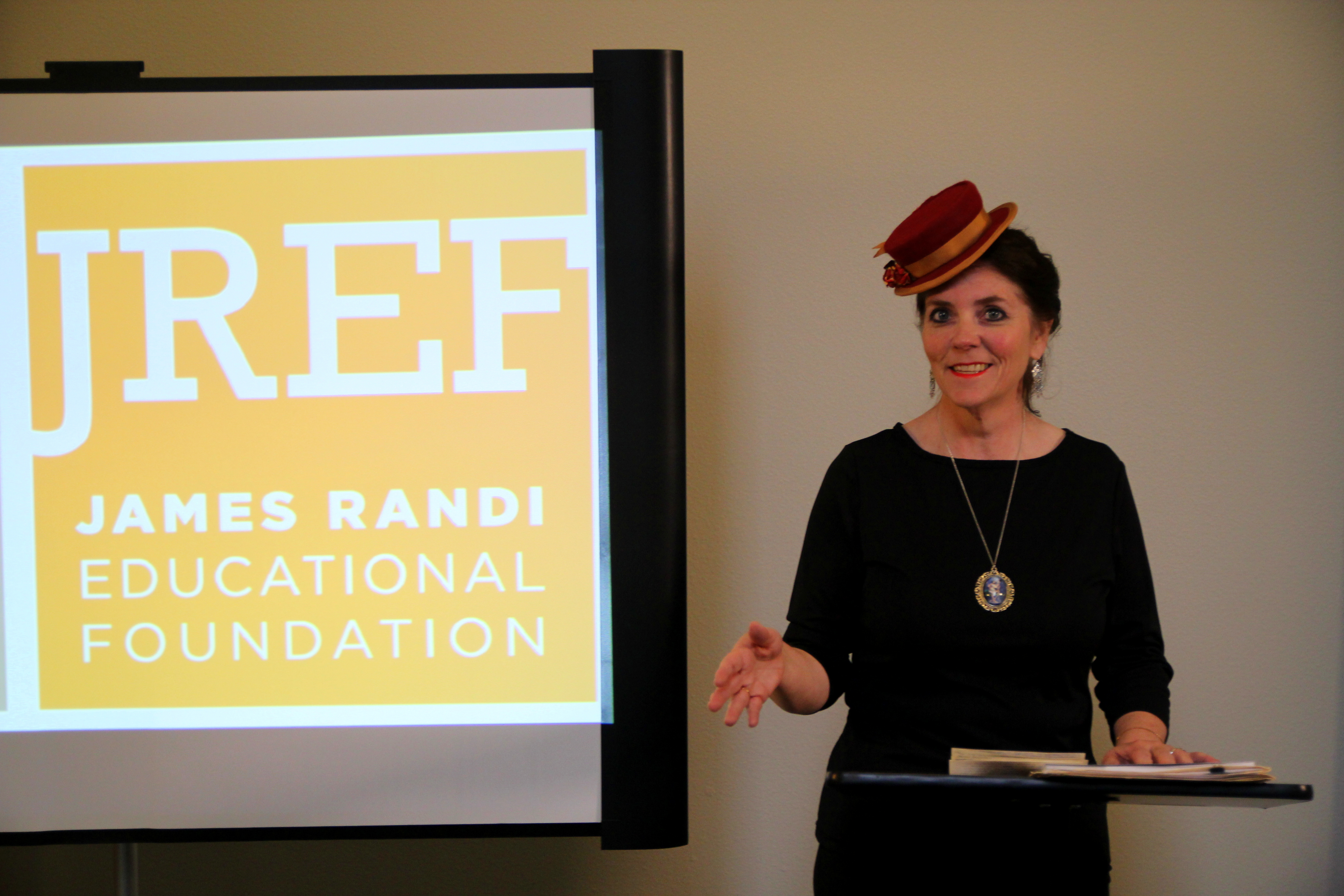
Susan Gerbicová

Cena „JREF Award“ „je udělována osobě nebo organizaci, která nejlépe reprezentuje ducha nadace tím, že podporuje kritické otázky a hledá objektivní, na faktech založené odpovědi.“

Držitelé JREF Award:
- 2017 – Susan Gerbicová, zakladatelka Guerrilla Skepticism on Wikipedia.[26]
- 2018 – Dr. Jen Gunter, za úsilí poskytovat odpovědné informace o otázkách zdraví žen a za opozici těm, kteří propagují falešné údaje o zdraví a wellness.[27]
- 2020 – Dr. Sarah McAnultyová, zakladatelka platformy „Skype a Scientist“.[28]